# Rome Nifo Taelega
Pas d'image ? Cliquez ici

a Compétitions nationales et continentales officielles uniquement.

b Matchs officiels uniquement.
Dernière mise à jour le 15 janvier 2021.
Rome Nifo Taelega, né le 25 mars 1984 en Nouvelle-Zélande, est un joueur samoan de rugby à XV évoluant au poste de deuxième ligne et troisième ligne.

## Carrière
Rome Nifo Taelaga a grandi en Nouvelle-Zélande et en Australie et il débute réellement le rugby à l'âge de 16 ans en Australie même s'il joue depuis ses 12 ans dans la Ligue de rugby australienne. A 18 ans, il est invité en stage avec l'équipe d'Australie des moins de 21 ans aux côtés de joueurs comme Matt Giteau et David Lyons. 
En 2006, il rejoint l'US bressane en tant que joker médical pour six mois pour la saison de Pro D2 2006-2007. A l'issue de la saison, il reçoit une offre du FC Grenoble rugby mais il décide de rentrer en Australie et de jouer pour les Central Coast Rays dans l'Australian Rugby Championship. 
Ses bonnes performances lui offrent d'être sélectionné par l'équipe des Samoa en 2009, puis d'autres sélections entre 2011 et 2014 avec l'équipe réserve des Samoa avec qui il participe à la Pacific Cup durant 3 ans.
En 2011, il décide de revenir en Europe pour jouer en Italie avec Cavalieri Prato, en première division italienne et en Challenge européen.
Durant les compétitions européennes, il tape dans l'œil de Christophe Laussucq et David Auradou, alors entraîneurs du Stade français Paris, qui décident de le faire venir, en 2014, au Stade montois alors en Pro D2.
En 2016, il rejoint, le promu en Pro D2, Soyaux Angoulême XV Charente pour deux saisons.
En 2018, il rejoint la Fédérale 1 et le club du Rennes Étudiants Club rugby,. Il quitte le club à l'issue de la saison 2019-2020.

## Palmarès
- 2012 et 2013 : Finaliste du championnat italien avec Cavalieri Prato